# Anna V'jalicyna
Anna Sergeevna V'jalicyna (in russo Анна Сергеевна Вьялицына?; Nižnij Novgorod, 19 marzo 1986) è una modella russa, nota anche come Anne V.
È forse più conosciuta per la sua presenza di dieci anni consecutivi (2005-2014) allo Sports Illustrated Swimsuit Issue.

## Infanzia ed esordi
Anna V'jalicyna è nata nella città russa di Nižnij Novgorod, in precedenza chiamata Gorkij. Entrambi i genitori sono medici. Suo padre è un medico sportivo per una squadra di calcio e sua madre è una pediatra. Anne ha iniziato la sua carriera all'età di 15 anni, in seguito alcuni della IMG Models la videro a San Pietroburgo, mentre erano alla ricerca di volti nuovi per MTV. Vinse il loro concorso per modelle con un contratto con la IMG Parigi e, più tardi, IMG New York.

## Carriera
Dopo sei mesi dalla sua vittoria, Anna V'jalicyna era comparsa per Anna Molinari, Chloé e Sportmax. Tra il 2005 e il 2010 è apparsa sulle copertine di Vogue, Elle, Glamour e Gloss. Ha partecipato al Victoria's Secret Fashion Show nel 2008, 2010 e 2011. Ha preso parte ai video musicali di Is Out Through di Alanis Morissette e Misery, Never gonna leave this bed dei Maroon 5. Anna V'jalicyna ha lavorato con fotografi di fama come Steven Meisel, Terry Richardson, Patrick Demarchelier e Ellen von Unwerth, tra gli altri.

## Vita privata
Nel 2009, Anna V'jalicyna ha completato la maratona di New York, offrendosi inoltre di guidare un atleta disabile attraverso la gara internazionale, aggiornando il tutto in tempo reale su Twitter.
Dal 2010 al 2012 ha avuto una relazione con il cantante Adam Levine. Nel 2015 è incinta del suo primo figlio, dal fidanzato Adam Cahan e lo annuncia via Instagram il giorno del suo compleanno, giovedì 19 marzo. La piccola, chiamata Alaska, è nata il 25 giugno 2015. il 5 giugno 2016 la coppia annuncia, via Instagram, il fidanzamento ufficiale.

## Agenzie
- Women Management - New York, Milano
- Models 1 Agency
- Modelwerk
- Iconic Management
- Elite Model Management - Parigi
- Artform - Tel Aviv
- The Lions Model Management

## Filmografia
- Die Hard - Un buon giorno per morire (A Good Day to Die Hard), regia di John Moore (2013)
- Lullaby, regia di Andrew Levitas (2014)

## Videoclip
- Out Is Through, Alanis Morissette (2004)
- Misery, Maroon 5 (2010)
- Never Gonna Leave This Bed, Maroon 5 (2010)